# João Faria Vianna
João Faria Viana (Porto Alegre, 1905 — 1975) foi um pintor, gravador, desenhista e professor brasileiro.
Estudou no Instituto de Belas Artes, sendo aluno de Libindo Ferrás e Francis Pelichek, e foi um dos fundadores da Associação Riograndense de Artes Plásticas Francisco Lisboa, sendo também seu primeiro presidente. Lecionou desenho e pintura e trabalhou como ilustrador da Editora Globo.
No Brasil obteve diversas premiações. Tem obras em várias coleções particulares nos Estados Unidos da América, Inglaterra, França, Portugal e Itália. A cidade de porto Alegre foi tema constante em sua obra, sobretudo os velhos casarões, imortalizados a bico de pena no livro Imagens Sentimentais da Cidade, de Athos Damasceno Ferreira, ou os casarios da região da colonização alemã, que formam importante registro documental da arquitetura gaúcha.